# Nick and Norah's Infinite Playlist
Nick and Norah's Infinite Playlist é um filme estadunidense de 2008, uma comédia romântica do diretor Peter Sollett, estrelada por Michael Cera e Kat Dennings e escrita por Lorene Scafaria, baseada no romance homônimo de Rachel Cohn e David Levithan.

## Sinopse
Nick (Michael Cera), recém-separado de Tris (Alexis Dziena), se choca ao vê-la com seu novo acompanhante. Junto com a amiga Norah (Kat Dennings), ele tem uma noite de busca, mentira, confusão, surpresa, amor e muita música em Manhattan.

## Elenco
- Michael Cera como Nicholas O'Leary / Nick
- Kat Dennings como Norah Silverberg
- Alexis Dziena como Tris
- Ari Graynor como Caroline
- Aaron Yoo como Thom
- Rafi Gavron como Dev
- Jonathan B. Wright como Lethario
- Jay Baruchel como Tal

## Recepção
Nick and Norah's Infinite Playlist foi bem recebido por parte da crítica especializada. Com uma classificação de 74% em base de 179 críticas, o Rotten Tomatoes publicou um consenso: "Nick and Norah's Infinite Playlist combina o encanto do amor, o clássico cenário de Nova Iorque e uma doce trilha sonora". No agregador Metacritic, o filme tem um índice de 64/100, baseado em 32 resenhas, indicando "críticas geralmente positivas".